# Caractère (musique)
Pour les articles homonymes, voir Caractère.
Dans la musique occidentale, le caractère désigne la façon d'interpréter une pièce musicale, indépendamment des indications concernant le rythme et l'intonation.

## Définition
En musique, le caractère est « la teinte générale donnée à l'expression d'un morceau ». Pour le théoricien de la musique Adolphe Danhauser, le caractère est ainsi une des composantes de l'expression musicale, aux côtés du phrasé, de l'accentuation et de la nuance. 
De même que le compositeur indique tempo et nuances en italien, il va, dès le XVIIIe siècle, indiquer sur la partition le caractère du morceau par des termes empruntés à cette même langue. Une indication de caractère portée par le compositeur sur une partition permet d'en orienter l'interprétation et l'exécution. 
Les termes qui ont un rapport avec la teinte générale d'une œuvre sont directement adjoints aux indications de mouvement portées au commencement de la pièce. Ceux qui se rapportent à des périodes ou des portions de périodes sont placés dans le courant du morceau. 
À compter du XIXe siècle et de la période romantique, dans la lignée de Beethoven, les compositeurs vont s'affranchir du cadre posé par les indications en italien en utilisant leur langue maternelle pour préciser leurs intentions expressives. Au début du cycle de lieder An die ferne Geliebte (« À la Bien-aimée lointaine »), le compositeur allemand indique par exemple Ziemlich langsam und mit Ausdruck (« assez lent et avec expression »). 
À la période moderne, les indications de caractère se font de plus en plus précises, parfois « jusqu'à l'extrême singularité ». Dans cette veine, Claude Debussy, notamment, place en exergue de son prélude pour piano La Cathédrale engloutie l'indication « Dans une brume doucement sonore ». 

## Indications de caractère
Les principales indications de caractère sont, :
| Terme italien   | Signification                 |
| affettuoso      | affectueux                    |
| agitato         | agité                         |
| amabile         | aimable                       |
| amoroso         | amoureux                      |
| appassionato    | passionné                     |
| ardito          | hardi                         |
| brillante       | brillant                      |
| cantabile       | chantant                      |
| capriccioso     | capricieux                    |
| comodo          | commode, aisé                 |
| con allegrezza  | avec allégresse               |
| con anima       | avec âme                      |
| con bravura     | avec bravoure, hardiesse      |
| con brio        | avec brio (entrain, vivacité) |
| con delicatezza | avec délicatesse              |
| con dolore      | avec douleur                  |
| con espressione | avec expression               |
| con fuoco       | avec flamme                   |
| con grazia      | avec grâce                    |
| con gusto       | avec goût                     |
| con moto        | avec mouvement                |
| con spirito     | avec esprit                   |
| con tenerezza   | avec tendresse                |
| delicatamente   | délicatement                  |
| delicato        | délicat                       |
| disperato       | désespéré                     |
| dolce           | doux                          |
| dolcissimo      | très doux                     |
| doloroso        | douloureux                    |
| drammatico      | dramatique                    |
| energico        | énergique                     |
| espressivo      | expressif                     |
| furioso         | furieux                       |
| giocoso         | joyeux                        |
| grazioso        | gracieux                      |
| imperioso       | impérieux                     |
| lagrimoso       | éploré                        |
| leggero         | léger                         |
| maestoso        | majestueux                    |
| malinconico     | mélancolique                  |
| mesto           | triste                        |
| nobile          | noble                         |
| patetico        | pathétique                    |
| pomposo         | pompeux                       |
| religioso       | religieux                     |
| risoluto        | résolu                        |
| rustico         | rustique, champêtre           |
| scherzando      | en badinant                   |
| semplice        | simple                        |
| teneramente     | tendrement                    |
| tranquillo      | tranquille                    |
| tristamente     | tristement                    |